# La Pesga
La Pesga est une commune de la province de Cáceres dans la communauté autonome d'Estrémadure en Espagne.